# Hajiwah
Hajiwah fou un estat tributari protegit de l'Índia del tipus zamindari al districte de Multan, tahsil de Mailsi al Panjab. Fou posseït per la família Khakwani de Multan i tenia una superfície de 243 km². El nom de la família derivaria de khakar, una vila prop d'Herat, o per un sistema de cacera (khok); la família va aparèixer a Multan com a companys d'Humayun; un membre de la família, Ali Muhammad Khan, fou subadar de Multan sota Ahmad Shah Durrani (després del 1747) però fou deposat el 1767; sota Muzaffar Khan, Haji Ali Muhammad Khan, un membre d'una branca segona de la família fou governador de Sikandarabad i el seu fill Mustafa Khan, fou kardar d'un dels Sawan Mals i va donar suport als britànics durant la revolta de Mul Raj, i el 1857 va fer diversos serveis als britànics com tahsildar de Mailsi i va rebre donacions de terres que va unir a les que ja tenia a l'est de Masili; per irrigar aquestes terres va construir el canal d'Hajiwah que a la seva mort el 1869 va ser acabat pel seu fill Ghulam Kadir Khan; aquest va rebre més terres el 1880 i li foren confirmades el 1886; el govern es va fer càrrec del canal el 1888 i va segur un litigi fins que el 1901 el consell privat va donar la raó a Ghulam (que havia mort el 188?) i el va reconèixer com a propietari del canal però la seva direcció va restar en mans dels britànics. A la mort de Ghulam els seus dominis van passar als seus fills Muhammad Yar Khan, Ahmad Yar Khan, Hafiz Khuda Bakhsh Khan, i Hafiz Hamid Yar Khan.